# Telecamera sportiva
Una telecamera sportiva (o action camera) è un dispositivo costruito per la registrazione di video durante lo svolgimento di sport o di attività che richiedono particolare versatilità e resistenza. 

## Caratteristiche

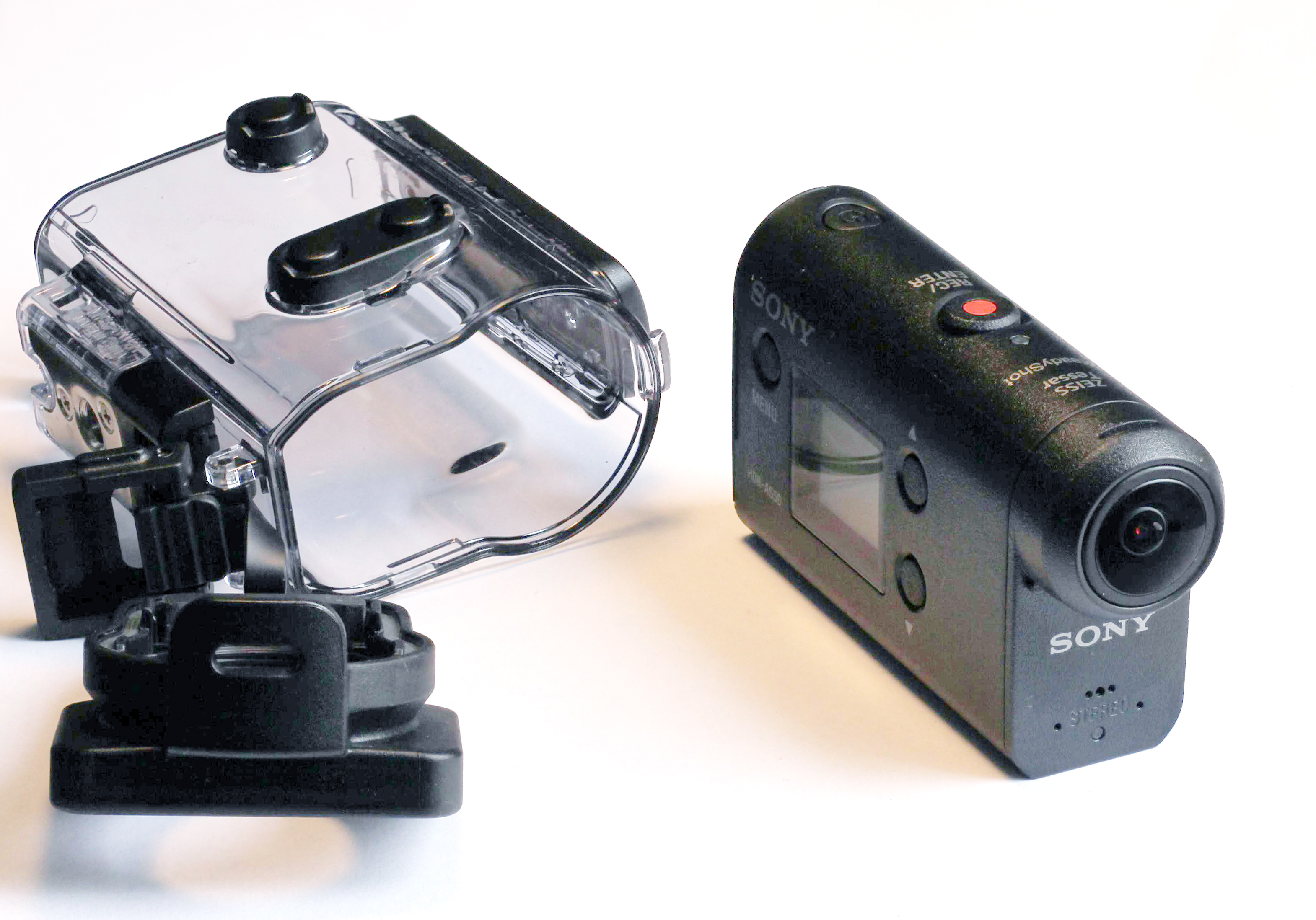
Una telecamera sportiva con custodia impermeabile

Le telecamere sportive sono, generalmente, di ridotte dimensioni e con la minore quantità di elementi d'interazione (tasti, levette o ghiere) possibile, così da facilitarne il più possibile l'utilizzo. Solitamente il corpo macchina è protetto da una custodia di plastica a tenuta stagna, il cui compito è proteggere la telecamera da urti e cadute, e, solitamente, dalle infiltrazioni d'acqua in caso di immersione. Le action cam hanno nella maggior parte dei casi obiettivi grandangolari (talvolta regolabili) con messa a fuoco fissa "all'infinito" dotati di sistema di stabilizzazione (o elettronica o meccanica) delle immagini per compensare le vibrazioni a cui è sottoposta la telecamera durante le riprese in condizioni di attività.

## Accessori
Per telecamere sportive sono stati creati appositamente diversi accessori, così che possano essere montate su svariati supporti (come manubri, caschi ma anche vetri ecc.); le telecamere si agganciano agli accessori tramite attacchi a vite standard o attacchi proprietari.